# Kleines Knabenkraut
Das Kleine Knabenkraut (Anacamptis morio (L.) R.M.Bateman, Pridgeon & M.W.Chase, Synonym: Orchis morio L.), auch Salep-Knabenkraut, Satyrion, Stendelwurz oder Narrenkappe sowie kurz Knabenkraut genannt, ist eine Pflanzenart aus der Gattung der Hundswurzen (Anacamptis) innerhalb der Familie der Orchideen (Orchidaceae).

## Beschreibung und Phänologie

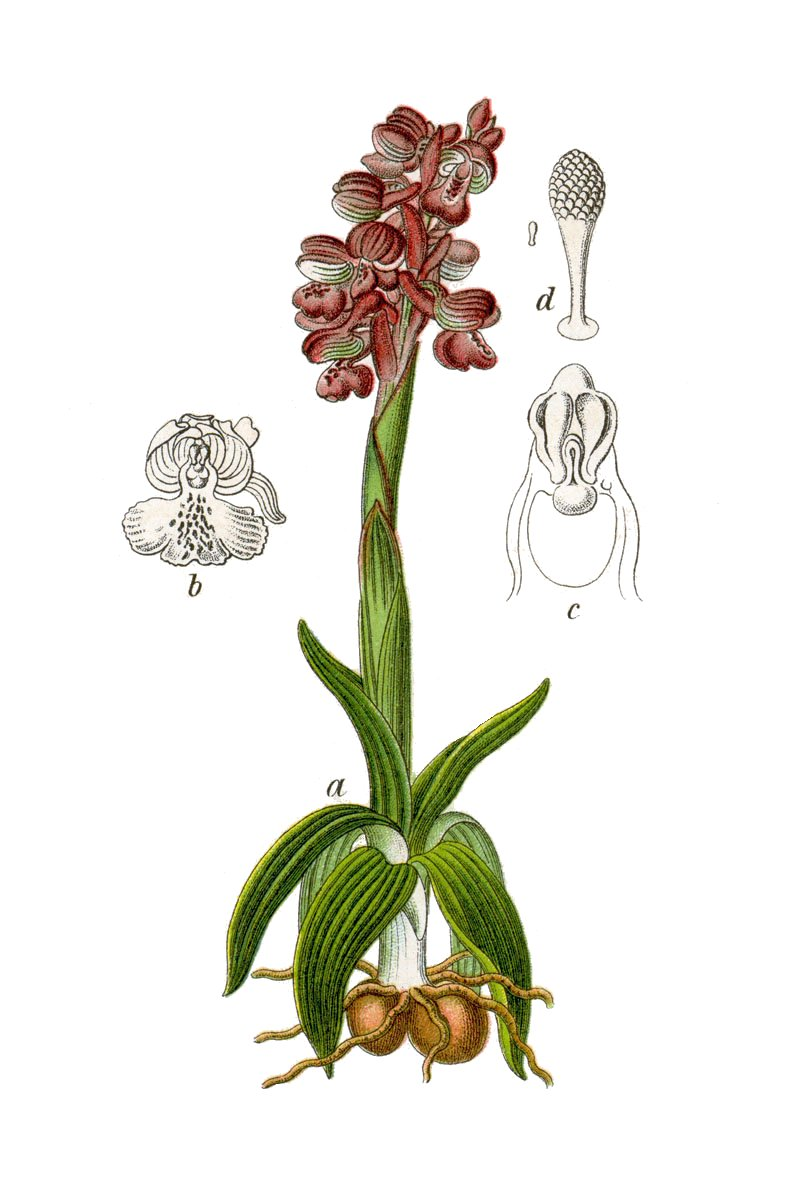
Illustration aus Sturm

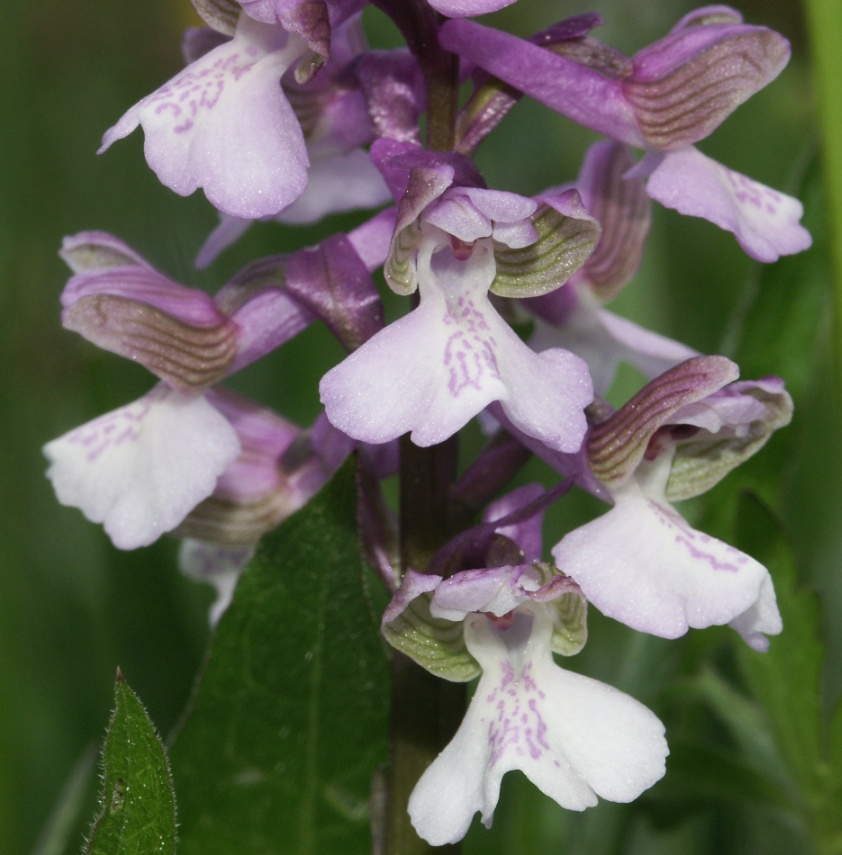
Ausschnitt eines Blütenstandes und Blüten

Zygomorphe Blüte

Wappen von Hennweiler

### Vegetative Merkmale
Das Kleine Knabenkraut ist eine ausdauernde, krautige Pflanze, die Wuchshöhen von 8 bis 50 Zentimetern erreicht. Die meist in einer grundständigen Rosette stehenden Laubblätter sind lanzettlich, meist spitz, gelegentlich auch mit abgerundeter Spitze, 3 bis 10 Zentimeter lang und etwa 1 bis 2 Zentimeter breit.
Der Stängel ist kräftig, etwas kantig und nach oben hin violett überlaufen.

### Generative Merkmale
Der Blütenstand ist meist reichblütig. Die zwittrigen Blüten sind zygomorph und dreizählig. Die Blütenfarben sind überwiegend purpurrot, können aber auch nahezu weiß sein. Das mittlere Kelchblatt und die Kronblätter bilden einen Helm. Die seitlichen Kelchblätter besitzen ein auffälliges, grünes Linienmuster und stehen etwas ab. Die Lippe ist bis 10 Millimeter lang und 16 Millimeter breit, schwach bis mäßig dreilappig. Die Seitenlappen sind flach ausgebreitet oder nach hinten geschlagen. Die Lippenbasis ist heller mit dunkleren Punkten oder Strichmuster. Der zylindrische Sporn ist aufwärts gebogen und – je nach Unterart – kürzer als der Fruchtknoten oder so lang wie der Fruchtknoten.
Die Chromosomenzahl beträgt 2n = 36.

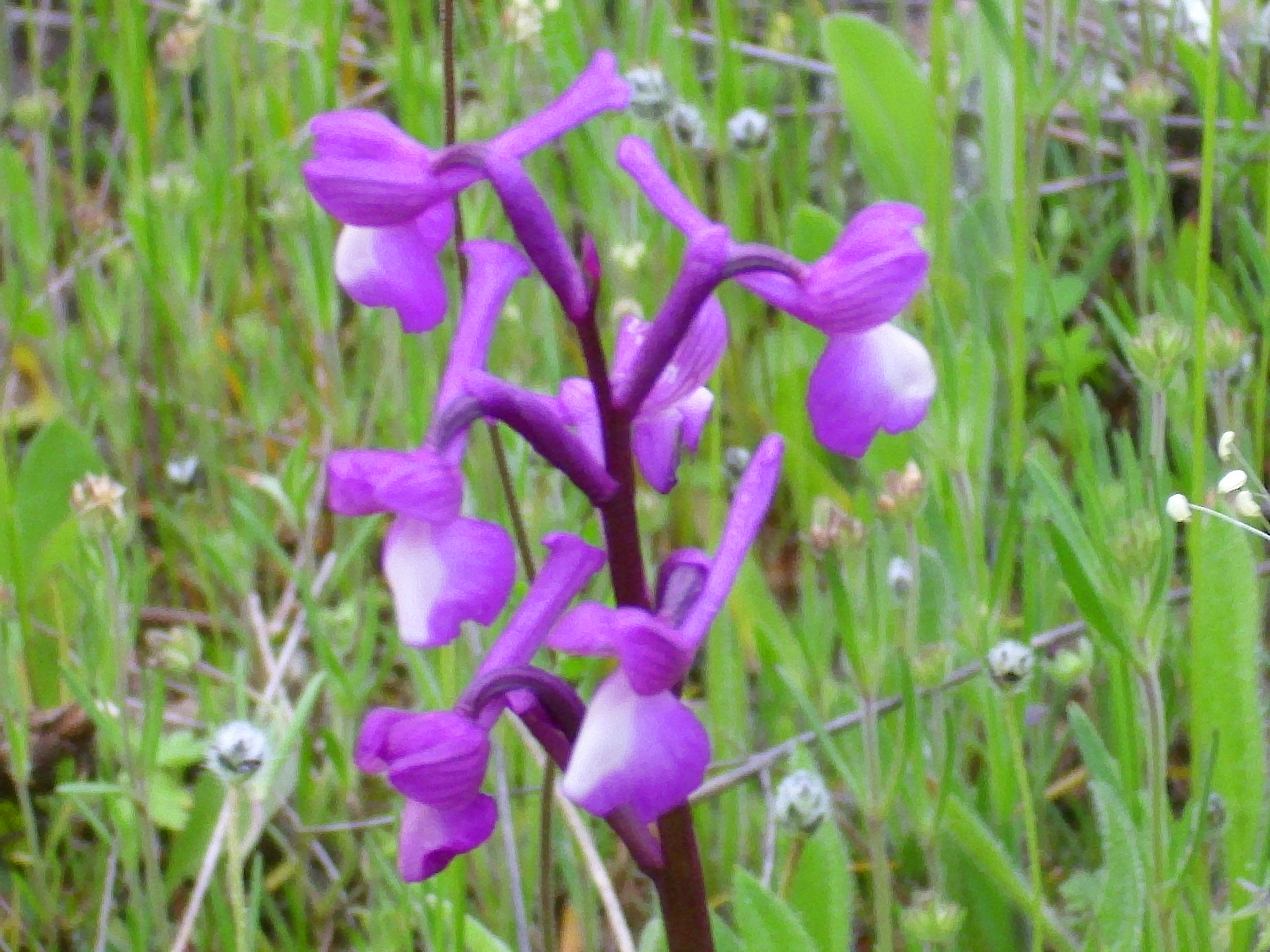
Dreiknollen-Knabenkraut (Anacamptis morio subsp. champagneuxii)

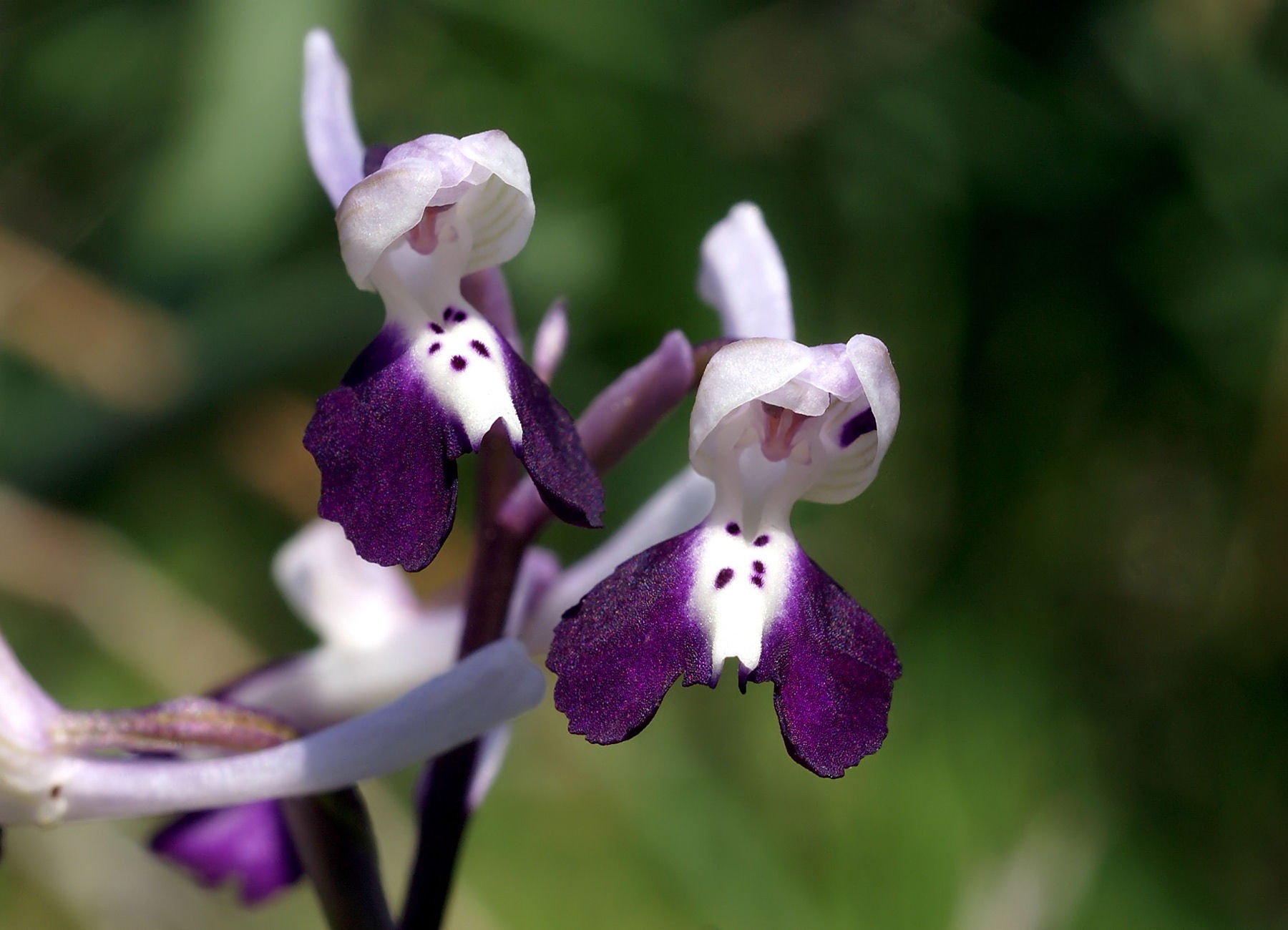
Langsporniges Knabenkraut (Anacamptis morio subsp. longicornu)

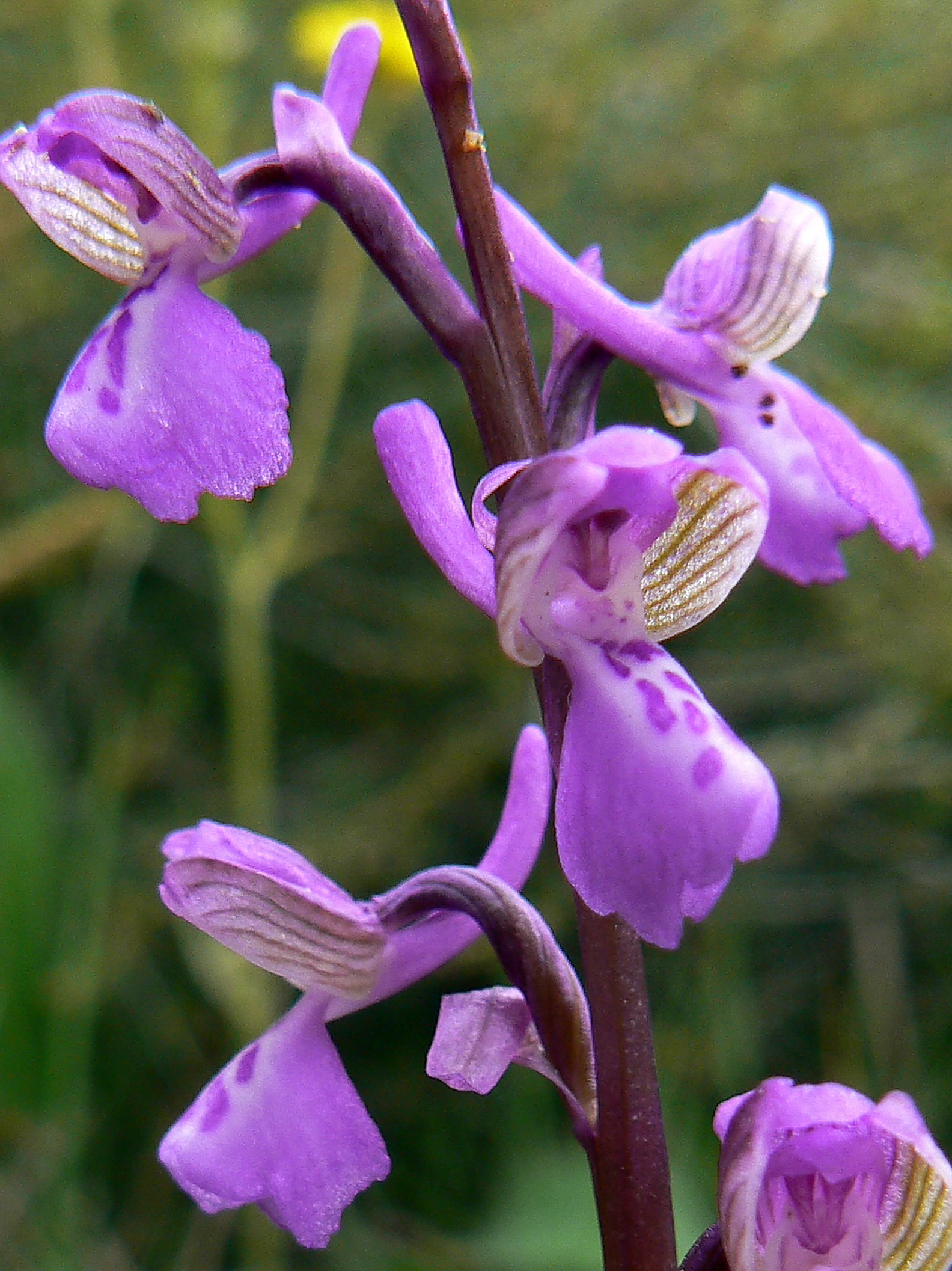
Anacamptis morio subsp. picta

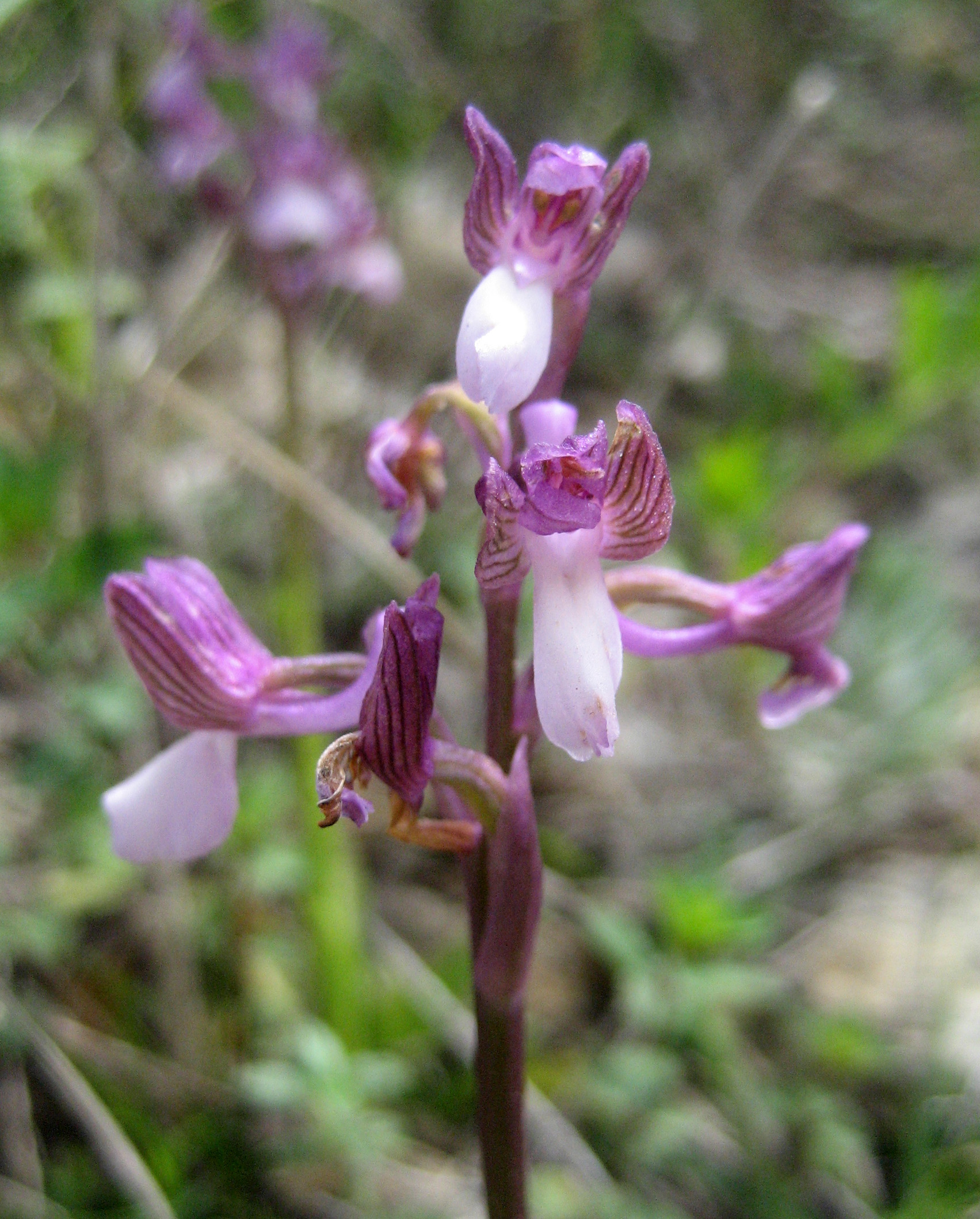
Syrisches Knabenkraut (Anacamptis morio subsp. syriaca)

## Ökologie
Das Kleine Knabenkraut ist blütenökologisch eine Scheinsaftblume, weil im Sporn kein Nektar enthalten ist. Da das Kleine Knabenkraut selbststeril ist, kann sie ohne Bestäubung der Blüten keine Samen bilden.
Das Kleine Knabenkraut zählt zu den ersten Pflanzenarten, die auf einer Wiese blühen. Es erscheint bereits Ende April, im Mittelmeerraum bereits ab März.

## Verbreitung, Standorte und Gefährdung

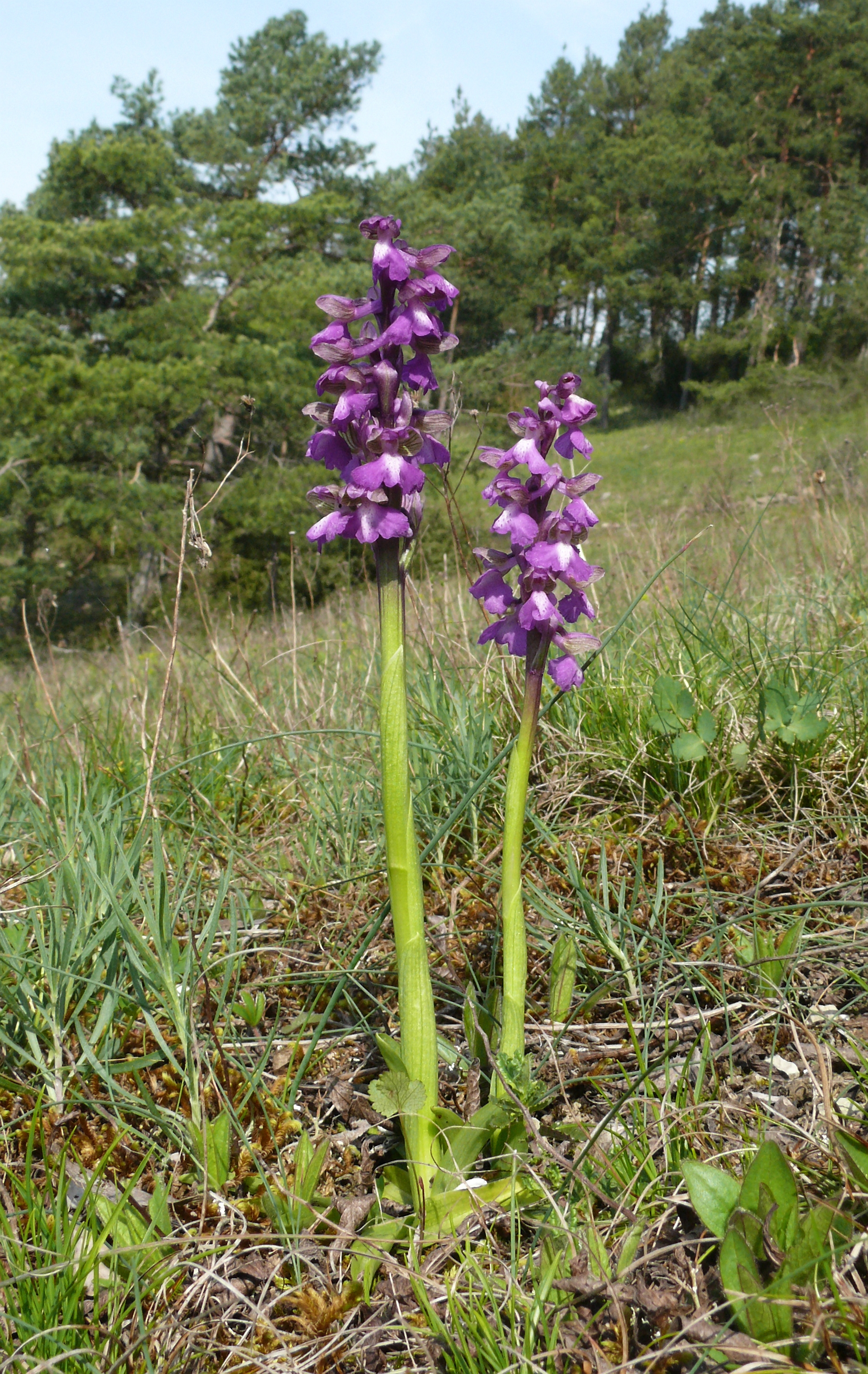
Kleines Knabenkraut (Anacamptis morio subsp. morio) in einem Trockenrasen im Tauberland

Durch die Vielgestaltigkeit der Orchis morio-Gruppe ist das Verbreitungsgebiet schwer abzugrenzen. Das Kleine Knabenkraut ist ein europäisches Florenelement. Orchis morio im engeren Sinne ist in Europa, Nordafrika, Vorderasien bis zum Iran und Kaukasien verbreitet. Sein Areal erstreckt sich nordwärts bis England, Skandinavien und bis zum Baltikum; das südliche Verbreitungsgebiet erstreckt sich von Portugal und nordwestliche Afrika über Kreta bis zur Türkei.
Im Tiefland Mitteleuropas tritt es vereinzelt auf und steigt in den Alpen kaum über Höhenlagen von 1500 Metern. In den Allgäuer Alpen steigt es am Bayerstettener Köpfle bei Nesselwang bis in eine Höhenlage von 1170 Metern auf. Nach Baumann und Künkele hat die Art folgende Höhengrenzen: Deutschland 20–1130 Meter, Frankreich 0–1800 Meter, Schweiz 260–1950 Meter, Liechtenstein 430–1500 Meter, Österreich 120–1600 Meter, Italien in den Alpen 1–1900 Meter, Slowenien 10–1490 Meter, Europa 0–1950 Meter Meereshöhe.
Das Kleine Knabenkraut gedeiht am besten auf stickstoffarmem, schwach saurem oder leicht basischem Wiesenboden, der nicht dauernd trocken sein sollte.
Es kommt auf Magerrasen, mitunter auch auf Trockenrasen, mäßig feuchten Wiesen, trockeneren Bereichen von Feuchtwiesen und lichten Wäldern vor. Es braucht ungedüngte Standorte. Es besiedelt in Mitteleuropa Halbtrockenrasen und einschürige Trockenwiesen ebenso wie einschürige, kurzrasige feuchte Wiesen. Es ist in Mitteleuropa eine Charakterart des Verbands Mesobromion, kommt aber auch in trockenen Gesellschaften der Verbände Arrhenatherion oder Molinion vor.
An seinen Standorten tritt es zuweilen in größeren, mäßig dichten, individuenreichen Beständen auf. In der Nordhälfte Deutschlands hat das Kleine Knabenkraut nur noch sehr wenige Standorte. In der Nordhälfte Deutschlands sind weit mehr Vorkommen erloschen als in Süddeutschland. Durch Düngung wurden viele Standorte in Fettwiesen umgewandelt und daher vernichtet. Die Art ist in Deutschland durch die BArtSchV besonders geschützt.
Das Kleine Knabenkraut ist eine Orchidee, die im 19. Jahrhundert noch sehr häufig war. Sie verträgt kaum Düngung, toleriert diese aber zumindest zeitweise noch etwas mehr als beispielsweise das Brand-Knabenkraut.
Um auf die Gefährdung dieser Orchidee hinzuweisen, wurde das Kleine Knabenkraut vom Arbeitskreis Heimischer Orchideen (AHO) in Deutschland im Jahr 1991 zur Orchidee des Jahres gewählt.
Wie andere Erdorchideen auch ist das Kleine Knabenkraut in Anhang II des Washingtoner Artenschutzübereinkommens gelistet. Trotzdem werden zur Herstellung von Salep große Mengen der Knollen aus der Natur entnommen und auch innerhalb der EU illegal verkauft. Durch das Ausgraben der Wurzelteile wird die Pflanze zerstört, was teilweise zu Bestandsrückgängen führt.

## Schutzmaßnahmen
Im Unteren Mühlviertel führten Naturschützer 2010 und 2011 Notverpflanzungen von 600 Individuen durch, weil ihr Standort vor der Zerstörung stand. Auf den Umpflanzungsflächen und anderen Standorten riss man mit Gartenkrallen den Boden auf, um Keimbedingungen zu verbessern, streute Samen aus, bedeckte sie mit Erde und drückte die Erde an. Diese Arbeiten waren, je nach Standort, teils erfolgreich.

## Hybriden
Das Kleine Knabenkraut (Anacamptis morio) hybridisiert mit nahe verwandten Arten wie dem Schmetterlings-Knabenkraut (Anacamptis papilionacea), Sumpf-Knabenkraut (Anacamptis palustris) und der Pyramiden-Hundswurz (Anacamptis pyramidalis).

## Systematik
Die Erstveröffentlichung erfolgte unter dem Namen (Basionym) Orchis morio durch Carl von Linné. Das Artepitheton morio leitet sich vom griechischen Wort moros für Narr ab. Die Ähnlichkeit des oberen Teils der Blüte mit einer Narrenkappe dürfte dafür eine Erklärung sein.
Seit 1997 wird das Kleine Knabenkraut als Anacamptis morio (L.) R.M.Bateman, Pridgeon & M.W.Chase der Gattung Anacamptis zugeordnet.
Man kann folgende Unterarten unterscheiden:
- Anacamptis morio (L.) R.M.Bateman, Pridgeon & M.W.Chase subsp. morio: Sie kommt in Europa vor und wächst in Höhenlagen zwischen 0 und 2000 Metern Meereshöhe.[9][10]
- Albanisches Knabenkraut (Anacamptis morio subsp. albanica (Gölz & H.R.Reinhard) Kreutz, Syn.: Orchis albanica Gölz & H.R.Reinhard): Es kommt in Albanien und vielleicht auch in Montenegro in küstennahen Kiefernwäldern vor in Höhenlagen zwischen 0 und 1500 Metern Meereshöhe.[10]
- Südkaukasisches Knabenkraut (Anacamptis morio subsp. caucasica (K.Koch) H.Kretzschmar, Eccarius & H.Dietr., Syn.: Orchis morio subsp. caucasica (K.Koch) E.G.Camus): Es kommt von der Balkanhalbinsel bis zum nördlichen Iran vor und wächst in Höhenlagen zwischen 0 und 1300 Metern Meereshöhe.[9][10]
- Dreiknollen-Knabenkraut (Anacamptis morio subsp. champagneuxii (Barnéoud) H.Kretzschmar, Eccarius & H.Dietr., Syn.: Orchis morio subsp. champagneuxii (Barnéoud) E.G.Camus, Orchis champagneuxii Barnéoud): Es kommt in Marokko, Algerien, Portugal, Spanien und Frankreich in Höhenlagen zwischen 0 und 1500 Metern Meereshöhe vor.[9][10]
- Langsporniges Knabenkraut (Anacamptis morio subsp. longicornu (Poir.) H.Kretzschmar, Eccarius & H.Dietr., Syn.: Orchis morio subsp. longicornu (Poir.) Kreutz, Orchis longicornu Poir.): Es kommt von westlichen Mittelmeerraum bis Sizilien vor und wächst in Höhenlagen zwischen 0 und 2000 Metern Meereshöhe.[9][10]
- Südfranzösisches Kleines Knabenkraut (Anacamptis morio subsp. picta (Loisel.) Jacquet & Scappat., Syn.: Orchis morio subsp. picta (Loisel.) K.Richt., Orchis picta Loisel., Anacamptis picta (Loisel.) R.M.Bateman): Es kommt in Portugal, Spanien, Frankreich, Korsika und Italien in Höhenlagen zwischen 0 und 500 Metern Meereshöhe vor.[10] Vorkommen in Algerien sind fraglich.[9]
- Syrisches Knabenkraut (Anacamptis morio subsp. syriaca (E.G.Camus) H.Kretzschmar, Eccarius & H.Dietr., Syn.: Orchis morio subsp. syriaca E.G.Camus, Anacamptis syriaca (E.G.Camus) R.M.Bateman, Pridgeon & M.W.Chase): Es kommt von der südlichen Türkei bis Israel und in Zypern in Höhenlagen zwischen 0 und 1300 Metern Meereshöhe vor.[9][10]
- Tlemcen-Knabenkraut (Anacamptis morio subsp. tlemcenensis (Batt.) Kreutz, Syn.: Orchis morio subsp. tlemcenensis (Batt.) E.G.Camus, Orchis longicornu f. tlemcenensis Batt.): Es kommt im nordwestlichen Algerien und im nördlichen Marokko in der Phrygana und in lichten Eichenwäldern in Höhenlagen zwischen 700 und 1000 Metern Meereshöhe vor.[10]